# Gernsbach

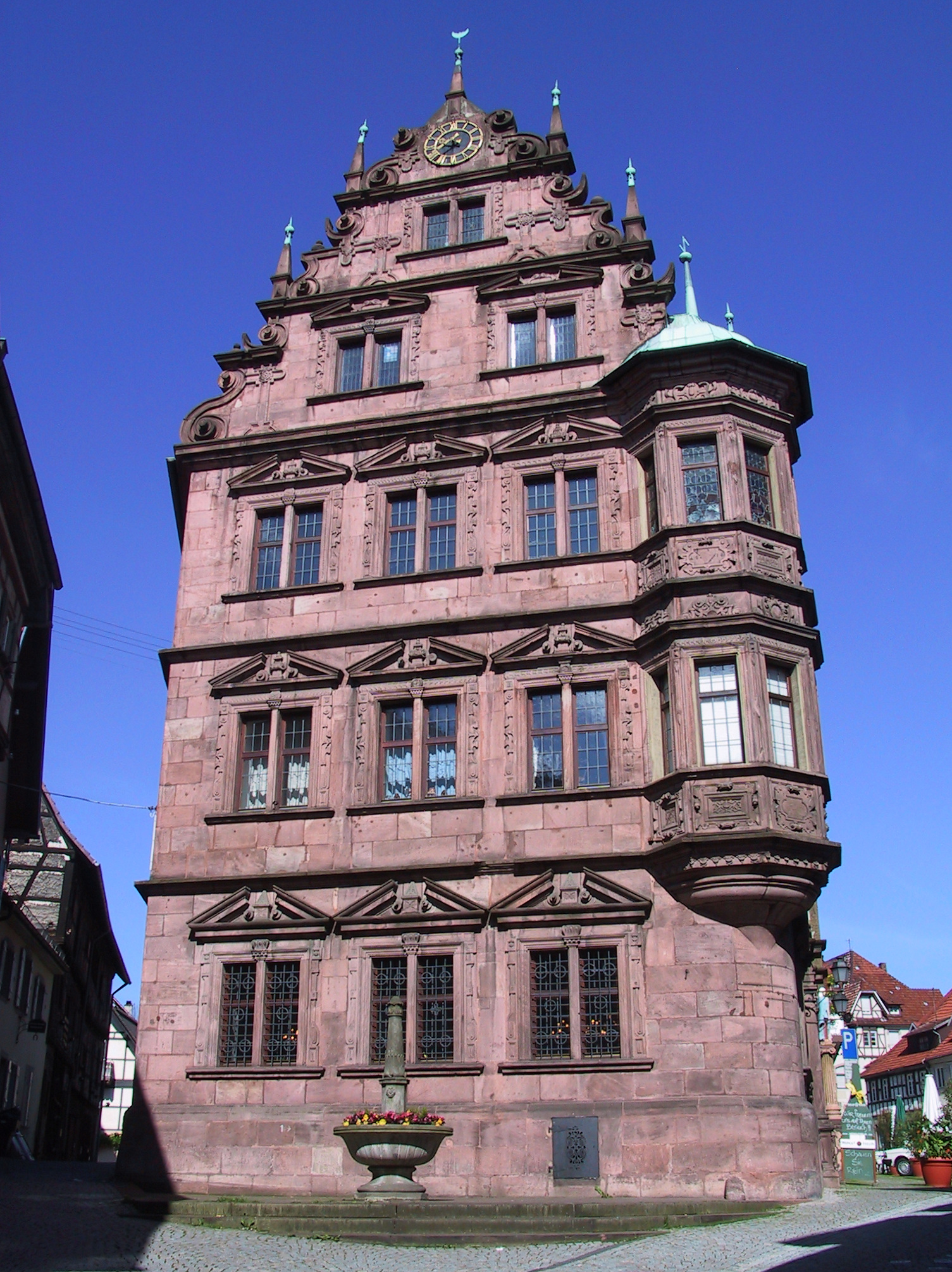
Stary Ratusz

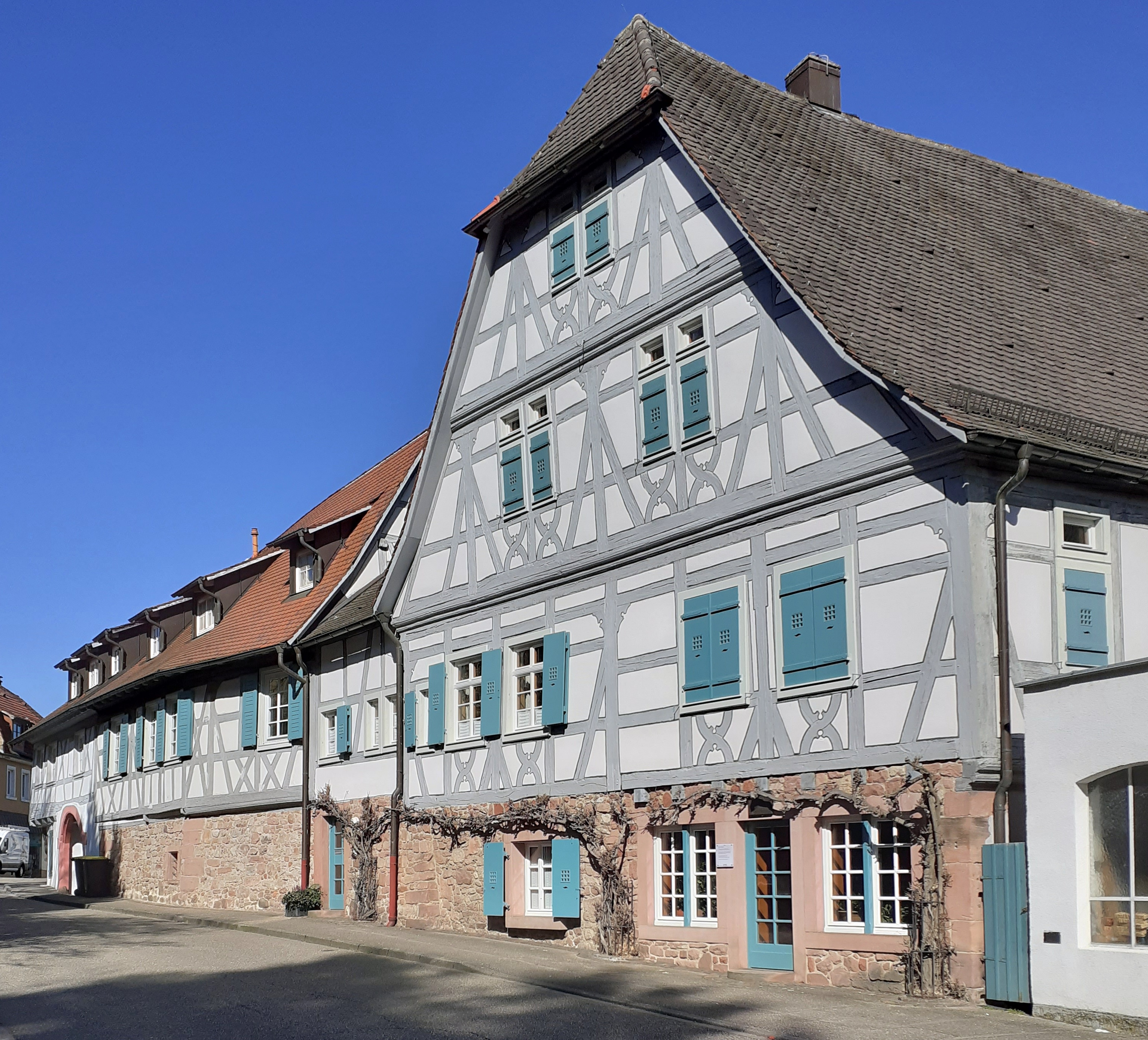
Amtshof

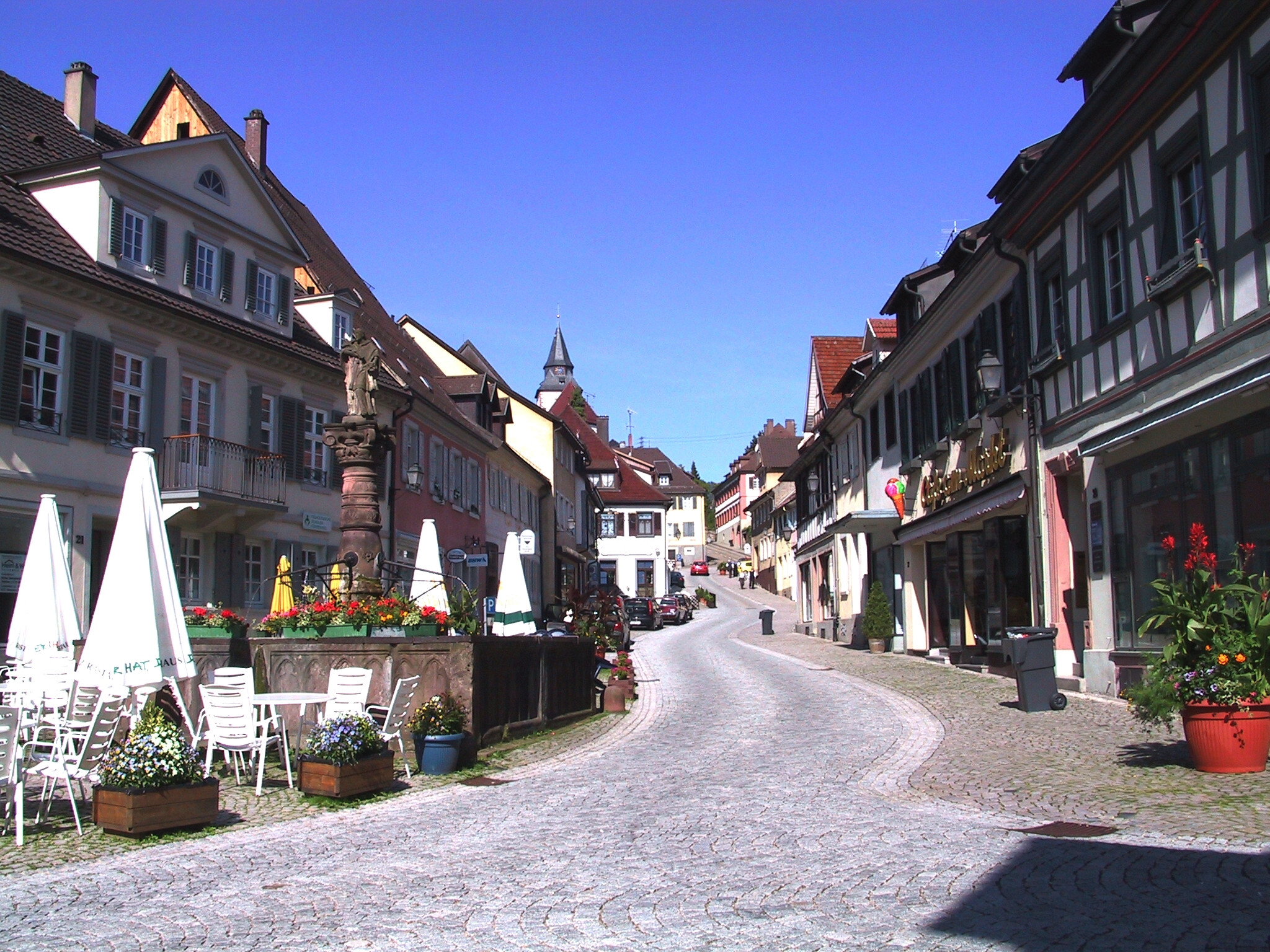
Rynek

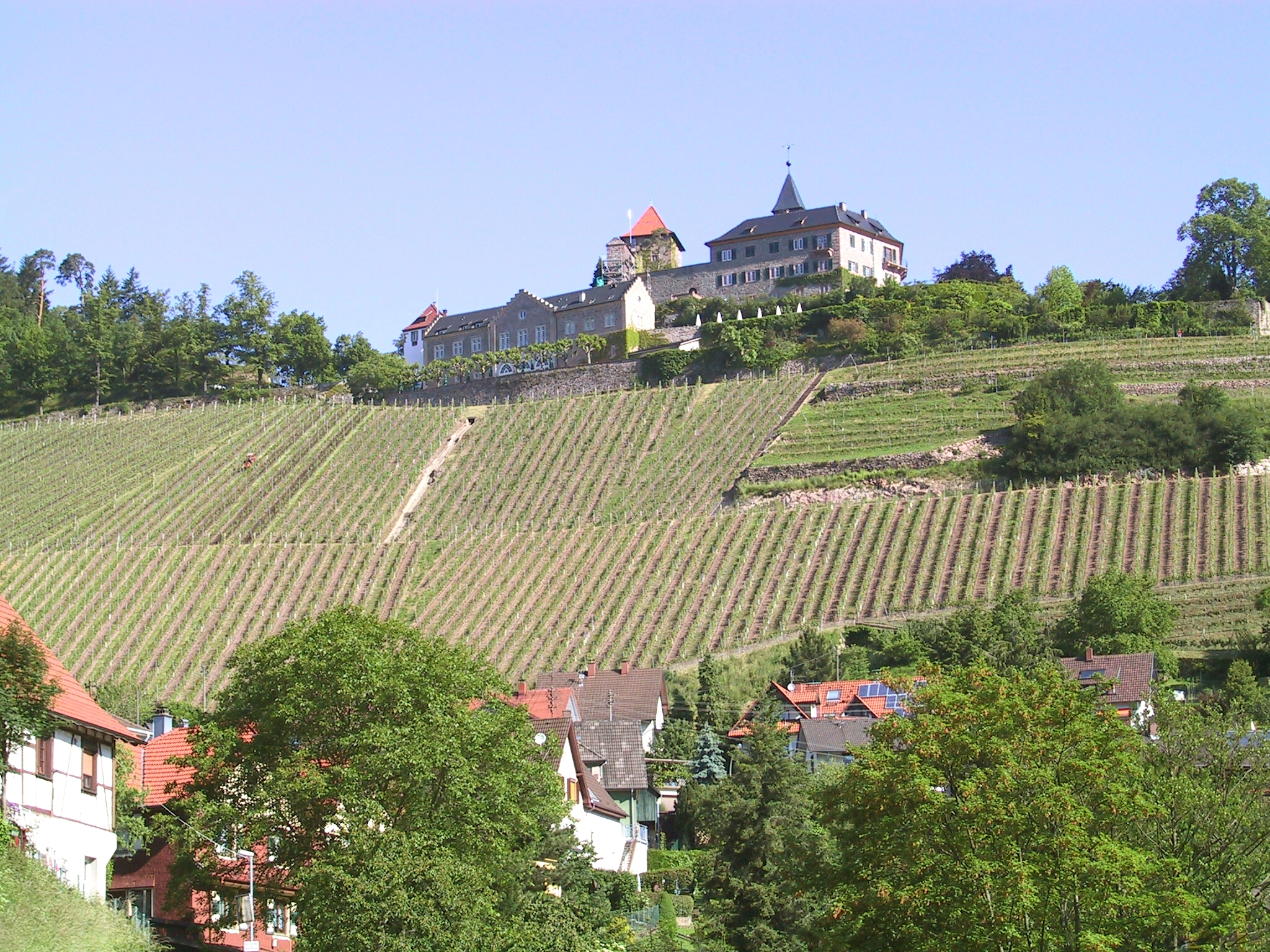
Zamek Eberstein

Gernsbach – miasto w Niemczech, w kraju związkowym Badenia-Wirtembergia, w rejencji Karlsruhe, w regionie Mittlerer Oberrhein, w powiecie Rastatt, siedziba wspólnoty administracyjnej Gernsbach. Leży nad rzeką Murg, ok. 15 km na południowy wschód od Rastatt, przy drodze krajowej B462.